# Chinedu Odozor
Chinedu Odozor, née le 24 décembre 1977, est une athlète nigériane.

## Carrière
Aux Championnats d'Afrique d'athlétisme 1998 à Dakar, Chinedu Odozor est médaillée d'argent du saut en longueur. Elle remporte aux Championnats d'Afrique d'athlétisme 2002 à Radès la médaille de bronze du 100 mètres et du saut en longueur. Elle est médaillée de bronze du relais 4 × 100 mètres à la Coupe du monde des nations d'athlétisme 2002 à Madrid.
Aux Jeux africains de 2003 à Abuja, elle obtient la médaille d'or du relais 4 × 100 mètres et la médaille de bronze du saut en longueur. Elle est médaillée d'or du relais 4 × 100 mètres aux Jeux afro-asiatiques de 2003 à Hyderabad.